# Athée, Mayenne
Athée är en kommun i departementet Mayenne i regionen Pays de la Loire i nordvästra Frankrike. Kommunen ligger i kantonen Craon som tillhör arrondissementet Château-Gontier. År 2022 hade Athée 453 invånare.

## Befolkningsutveckling
Antalet invånare i kommunen Athée
| Referens: INSEE |